# Scandix aegyptiaca
Scandix aegyptiaca är en flockblommig växtart som beskrevs av Ernst Gottlieb von Steudel. Scandix aegyptiaca ingår i släktet nålkörvlar, och familjen flockblommiga växter. Inga underarter finns listade i Catalogue of Life.